# Freddy Fazbear’s Pizzeria Simulator
Freddy Fazbear’s Pizzeria Simulator – darmowa gra komputerowa gatunku survival horror typu "Wskaż i kliknij", stworzona i opublikowana przez Scotta Cawthona. Gra została wydana 4 grudnia 2017 r. na Steam i Game Jolt. Jest to szósta część głównej serii Five Nights at Freddy’s, chronologicznie ma miejsce po wydarzeniach z trzeciej części cyklu. Początkowo była reklamowana jako gra symulacyjna, w której gracz prowadzi własną pizzerię na zasadzie franczyzy, gra stopniowo okazuje się klasyczną kontynuacją serii, polegającą na przetrwaniu wielu nocy z atakującymi nas animatronikami.
Wersja mobilna na systemy operacyjne iOS i Android została wydana 13 sierpnia 2019 r., pod tytułem FNaF 6: Pizzeria Simulator. W przeciwieństwie do wersji na PC, wersja mobilna została stworzona i opublikowana przez Clickteam LLC USA i jest płatna. Na platformie Nintendo Switch i Xbox One gra została wydana 31 października 2020 r., a na PlayStation 4 została wydana 31 marca 2021 r.

## Rozgrywka
Freddy Fazbear’s Pizzeria Simulator zaczyna się jako 8-bitowa minigra, w której gracz kontroluje tytułową postać Freddy'ego Fazbeara i musi rozdać pizzę kilkorgu dzieciom. Minigra przed końcem zaczyna się psuć.
Następnie miejsce rozgrywki zmienia się na ciemny pokój, w którym gracz staje przed zepsutą wersją animatronika Circus Baby z gry Five Nights at Freddy’s: Sister Location (zwanym „Scrap Baby”). Głos z kasety daje instrukcje graczowi, aby obserwował animatronika i dokumentował jego reakcje na różne stymulacje dźwiękowe. Należy wypełnić listę kontrolną zawierającą opcje „nie”, „tak” i „niepewny”. Przy trzeciej stymulacji dźwiękowej Scrap Baby mówi do gracza, a gra nagle przeskakuje do menu startowego gry.
Gra następnie zmienia się w symulator biznesowy, w którym gracz może kupić dekoracje do swojej fikcyjnej restauracji i umieścić je w swoim lokalu. Rozstawianie tych przedmiotów może podnieść atmosferę, standardy zdrowia/bezpieczeństwa i rozrywkę, dzięki czemu można zarobić więcej pieniędzy. Jednak niektóre z tych elementów mogą również zwiększyć ryzyko odpowiedzialności, które zwiększa szanse na zostanie pozwanym, procesy sądowe można prowadzić lub rozstrzygnąć, za określoną kwotę. W restauracji można przyjąć oferty sponsorskie za które gracz dostaje dużo pieniędzy, lecz w dalszej części gry mogą pokazywać się rozpraszające reklamy od sponsorów.
W następnej części gry gracz używa komputer do wykonywania różnych zadań związanych z utrzymaniem restauracji. W tym czasie animatroniki będą próbowały zaatakować gracza, lecz można je powstrzymać, świecąc latarką w otwory wentylacyjne lub używając dźwięku, aby odciągnąć animatroniki. Gracz może korzystać z sieci detektorów ruchu, aby śledzić ruchy animatroników, żeby zobaczyć gdzie się aktualnie znajdują. Gracz może modernizować sprzęt biurowy w celu zwiększenia wydajności i zmniejszenia poziomu hałasu. Gracz może również tymczasowo wyłączyć komputer lub przełączyć się na dodatkowy system wentylacji, który działa ciszej, ale nie jest tak skuteczny w obniżaniu temperatury pomieszczenia, w którym się znajduje. Zaakceptowane oferty sponsorskie sprawią, że reklamy będą odtwarzane losowo na komputerze, przyciągając animatroniki, aby móc zamknąć reklamę trzeba odczekać kilka sekund. Ta część gry kończy się po wykonaniu wszystkich zadań i wylogowaniu się z komputera.
Aby ukończyć grę, gracz musi przetrwać wszystkie dni i noce. Możliwych jest kilka różnych zakończeń, w zależności od różnych czynników takich jak na przykład stopień ulepszeń wprowadzonych w pizzerii, lub liczba pozwów wniesionych przeciwko restauracji przez klientów.

## Rozwój
W czerwcu 2017 r. Scott Cawthon dał wskazówkę na swojej stronie internetowej scottgames.com, sugerującą, że tworzy kolejną grę z cyklu FNaF, był to teaser, który przedstawiał zdjęcie, na którym było widać animatronika przypominającego Circus Baby z Five Nights at Freddy’s: Sister Location, lecz później ogłosił swoją decyzja o anulowaniu tworzenia gry i o stworzeniu oddzielnej części podobnej do FNaF World, takiej jak „pizzeria tycoon”. Teasery nowej gry zaczęły pojawiać się na stronie Cawthona pod koniec 2017 r. 4 grudnia 2017 r. Cawthon udostępnił na platformie Steam grę Freddy Fazbear’s Pizzeria Simulator jako darmową grę. Fani przypuszczali, że jest to ta gra o której wspominał wcześniej.